# Briefmarken-Jahrgang 1985 der Deutschen Post der DDR
Der Briefmarken-Jahrgang 1985 der Deutschen Post der Deutschen Demokratischen Republik umfasste 50 einzelne Sondermarken, drei Briefmarkenblocks mit fünf Sondermarken und zwei Kleinbogen mit zusammen sieben Sondermarken. Eine dieser Marken wurde auch als Einzelmotiv ausgegeben. Zwölf Briefmarken wurden zusammenhängend gedruckt; dabei gab es zwei Paare mit innenliegendem Zierfeld. In diesem Jahr wurden keine Dauermarken ausgegeben. Insgesamt erschienen 73 Motive.
Alle Briefmarken-Ausgaben seit 1964 sowie die 2-Mark-Werte der Dauermarkenserie Präsident Wilhelm Pieck und die bereits seit 1961 erschienene Dauermarkenserie Staatsratsvorsitzender Walter Ulbricht waren ursprünglich unbegrenzt frankaturgültig. Mit der Wiedervereinigung verloren alle Marken nach dem 2. Oktober 1990 ihre Gültigkeit.

## Besonderheiten
Erstmals gab es in einem Briefmarkenblock für jede einzelne Marke ein rechts anhängendes Zierfeld.

## Liste der Ausgaben und Motive
Legende
- Bild: Eine bearbeitete Abbildung der genannten Marke. Das Verhältnis der Größe der Briefmarken zueinander ist in diesem Artikel annähernd maßstabsgerecht dargestellt. Sollten keine Marken abgebildet sein, liegt es daran, dass das Urheberrecht des Künstlers noch nicht erloschen ist.
- Beschreibung: Eine Kurzbeschreibung des Motivs und/oder des Ausgabegrundes. Bei ausgegebenen Serien oder Blocks werden die zusammengehörigen Beschreibungen mit einer Markierung versehen eingerückt.
- Wert: Der Frankaturwert der einzelnen Marke in Pfennig. Ein „+“ bedeutet, dass es sich um eine Zuschlagsmarke handelt (= Frankaturwert + Spende).
- Ausgabedatum: Das Datum des erstmaligen Verkaufs dieser Briefmarke.
- Auflage: Soweit bekannt, wird hier die zum Verkauf angebotene Anzahl dieser Ausgabe angegeben.
- Entwurf: Soweit bekannt, wird hier angegeben, von wem der Entwurf dieser Marke stammt.
- Mi.-Nr.: Diese Briefmarke wird im Michel-Katalog unter der entsprechenden Nummer gelistet.

| Sondermarken | |      |                       |            |                        |         |
| Bild         | Beschreibung | Wert | Ausgabe- datum (1985) | Auflage    | Entwurf                | Mi.-Nr. |
|              | Persönlichkeiten der deutschen Arbeiterbewegung (XIII) - Anton Ackermann (1905–1973) | 10   | 8. Januar             | 6.000.000  | Gerhard Stauf          | 2920    |
|              | - Alfred Kurella (1895–1975) | 10   | 8. Januar             | 6.000.000  | Gerhard Stauf          | 2921    |
|              | - Otto Schön (1905–1968) | 10   | 8. Januar             | 6.000.000  | Gerhard Stauf          | 2922    |
|              | XXIV. Rennschlitten-Weltmeisterschaften, Oberhof - Einsitzer | 10   | 22. Januar            | 24.000.000 | Gudrun Lenz            | 2923    |
|              | Historische Briefkästen Diese und die folgenden drei Marken wurden auch als Zusammendruck in Viererblockanordnung ausgegeben: - Erster amtlich eingeführter Holz-Briefkasten (bis ca. 1850) | 10   | 5. Februar            | 27.500.000 | Berthold Lindner       | 2924    |
|              | - Gusseiserner Briefkasten (um 1860) | 20   | 5. Februar            | 11.500.000 | Berthold Lindner       | 2925    |
|              | - Gusseiserner Briefkasten (um 1900) | 35   | 5. Februar            | 8.500.000  | Berthold Lindner       | 2926    |
|              | - Briefkasten aus Blech und Gusseisen (um 1920) | 50   | 5. Februar            | 5.600.000  | Berthold Lindner       | 2927    |
|              | Wiedereröffnung der Semperoper, Dresden Diese Marke wurde als Briefmarkenblock ausgegeben: Semperoper (1985) | 85   | 12. Februar           | 2.100.000  | Peter Kraus            | 2928    |
|              | Leipziger Frühjahrsmesse - Bachdenkmal an der Thomaskirche, Leipzig | 10   | 5. März               | 24.000.000 | Oswin Volkamer         | 2929    |
|              | - Kanne mit Weinlaub-Dekor (Meißener Porzellan) | 25   | 5. März               | 4.500.000  | Oswin Volkamer         | 2930    |
|              | 300. Geburtstag von Johann Sebastian Bach und Georg Friedrich Händel, 400. Geburtstag von Heinrich Schütz Diese und die folgenden zwei Marken wurden als Briefmarkenblock ausgegeben: - Johann Sebastian Bach, Komponist; rechts davon Zierfeld: Bachs letzte Handschrift (1750): Kunst der Fuge | 10   | 19. März              | 2.100.000  | Manfred Gottschall     | 2931    |
|              | - Georg Friedrich Händel, Komponist, rechts davon Zierfeld: Hallesche Händelausgabe (1961): Concerto Grosso, Opus 6 Nr. 5, 5. Satz Allegro | 20   | 19. März              | 2.100.000  | Manfred Gottschall     | 2932    |
|              | - Heinrich Schütz, Komponist; rechts davon Zierfeld: Erstdruck Dresden (1648): Geistliche Chor-Music Nr.4 | 85   | 19. März              | 2.100.000  | Manfred Gottschall     | 2933    |
|              | Stadtwappen (III) - Neubrandenburg | 50   | 9. April              | 4.500.000  | Harald Stier           | 2934    |
|              | - Potsdam | 50   | 9. April              | 4.500.000  | Harald Stier           | 2935    |
|              | - Rostock | 50   | 9. April              | 4.500.000  | Harald Stier           | 2936    |
|              | - Schwerin | 50   | 9. April              | 4.500.000  | Harald Stier           | 2937    |
|              | - Suhl | 50   | 9. April              | 2.100.000  | Harald Stier           | 2938    |
|              | Internationale Mahn- und Gedenkstätten Ehrenmal in der Gedenkstätte der Befreiung auf den Seelower Höhen (Brandenburg), Gedenkstätte Seelower Höhen | 35   | 16. April             | 4.000.000  | Hilmar Zill            | 2939    |
|              | 100. Geburtstag von Egon Erwin Kisch Diese Marke wurde als Zusammendruck mit einem links anliegendem Zierfeld ausgegeben: Egon Erwin Kisch, böhmischer Journalist und Schriftsteller | 35   | 23. April             | 4.200.000  | Lothar Grünewald       | 2940    |
|              | 40. Jahrestag der Befreiung vom Faschismus Weltraumflug UdSSR-DDR; Waleri Bykowski und Sigmund Jähn | 10   | 7. Mai                | 8.000.000  | Manfred Gottschall     | 2941    |
|              | - Kohle und Energie; Förderrekord durch Adolf Hennecke | 20   | 7. Mai                | 8.000.000  | Manfred Gottschall     | 2942    |
|              | - Landwirtschaft; Genossenschaftsbauern, Traktoren | 25   | 7. Mai                | 6.000.000  | Manfred Gottschall     | 2943    |
|              | - Wissenschaft und Technik; Arbeiterinnen, Integrierter Schaltkreis | 50   | 7. Mai                | 2.100.000  | Manfred Gottschall     | 2944    |
|              | Diese Marke wurde als Briefmarkenblock ausgegeben: - Ehrenmal für die gefallenen sowjetischen Soldaten, Berlin-Treptow | 1 M  | 7. Mai                | 2.100.000  | Manfred Gottschall     | 2945    |
|              | 30 Jahre Warschauer Vertrag Wort „FRIEDEN“ aus den Flaggen der Mitgliedsländer Bulgarien, Ungarn, DDR, Polen, Rumänien, UdSSR und CSSR | 20   | 14. Mai               | 8.100.000  | Hans Detlefsen         | 2946    |
|              | XII. Parlament der Freien Deutschen Jugend (FDJ), Berlin Diese und die folgende Marke wurden als Zusammendruck mit einem dazwischenliegenden Zierfeld ausgegeben: - FDJ-Emblem, Rektorenhaus Esmarchstraße 18 (Kurt-Tucholsky-Bibliothek), Neue Wache, Palast der Republik, Fernsehturm          | 10+5 | 21. Mai               | 3.500.000  | Paul Reißmüller        | 2947    |
|              | - Ernst Thälmann, Politiker; Fahnen; FDJ-Emblem | 20   | 21. Mai               | 3.500.000  | Paul Reißmüller        | 2948    |
|              | 90. Session des Internationalen Olympischen Komitees (IOC) Diese Marke wurde als Zusammendruck mit einem rechts anliegendem Zierfeld ausgegeben: Olympische Flagge | 35   | 28. Mai               | 3.600.000  | Peter Korn             | 2949    |
|              | Internationale Solidarität Wort „Solidarität“ in Weltkarte, Friedenstaube | 10+5 | 28. Mai               | 3.500.000  | Joachim Rieß           | 2950    |
|              | 40 Jahre Freier Deutscher Gewerkschaftsbund (FDGB) Zahl „40“ aus roten Fahnen | 20   | 11. Juni              | 8.000.000  | Detlef Glinski         | 2951    |
|              | Vom Aussterben bedrohte Tiere (II) - Harpyie (Harpia harpyja) | 5    | 25. Juni              | 6.000.000  | Andrea Soest           | 2952    |
|              | - Rothalsgans (Branta ruficollis) | 10   | 25. Juni              | 24.000.000 | Andrea Soest           | 2953    |
|              | - Brillenbär (Tremarctos ornatus) | 20   | 25. Juni              | 8.000.000  | Andrea Soest           | 2954    |
|              | - Banteng (Bos javanicus) | 50   | 25. Juni              | 5.000.000  | Andrea Soest           | 2955    |
|              | - Sunda-Gavial (Tomistoma schlegelii) | 85   | 25. Juni              | 2.100.000  | Andrea Soest           | 2956    |
|              | Technische Denkmale (II): Dampfmaschinen - Bock-Dampfmaschine (1833), Gera | 10   | 9. Juli               | 24.000.000 | Detlef Glinski         | 2957    |
|              | - Balancier-Dampfmaschine (1848), Freiberg | 85   | 9. Juli               | 2.100.000  | Detlef Glinski         | 2958    |
|              | XII. Weltfestspiele der Jugend und Studenten, Moskau Diese und die folgende Marke wurden als Zusammendruck mit einem dazwischenliegenden Zierfeld ausgegeben: - Studierende Jugendliche verschiedener Nationalitäten                                                                             | 20+5 | 23. Juli              | 3.500.000  | Ralf-Jürgen Lehmann    | 2959    |
|              | - Demonstrierende Jugendliche verschiedener Nationalitäten | 50   | 23. Juli              | 3.500.000  | Ralf-Jürgen Lehmann    | 2960    |
|              | 2. Weltmeisterschaft im Orientierungstauchen, Neuglobsow - Taucher an Wendeboje | 10   | 13. August            | 8.100.000  | Hilmar Zill            | 2961    |
|              | - Streckentaucher | 70   | 13. August            | 2.100.000  | Hilmar Zill            | 2962    |
|              | Leipziger Herbstmesse - Bosehaus am Thomaskirchhof, Leipzig | 10   | 27. August            | 24.000.000 | Lothar Grünewald       | 2963    |
|              | - Bachtrompete, „Meister Johannes Scherzer“ | 25   | 27. August            | 4.500.000  | Lothar Grünewald       | 2964    |
|              | Internationale Briefmarkenausstellung SOZPHILEX 1985, Berlin Diese und die folgende Marke wurden als Zusammendruck und auch im Markenheftchen ausgegeben: - Personenpostwagen (19. Jh.); Relief von Hermann Steinemann am Postfuhramt Berlin                                                     | 5    | 10. September         | 3.500.000  | Detlef Glinski         | 2965    |
|              | - Personenpostwagen (19. Jh.); Relief von Hermann Steinemann am Postfuhramt Berlin | 20+5 | 10. September         | 3.500.000  | Detlef Glinski         | 2966    |
|              | Flugpostmarken (IV) Stilisiertes Flugzeug mit Brief | 5 M  | 10. September         | unbekannt  | Detlef Glinski         | 2967    |
|              | Eisenbahnwesen - Gleisbildstellwerk; Meldetafel GS II DR (Ausschnitt) | 20   | 24. September         | 8.000.000  | Hans Detlefsen         | 2968    |
|              | - Dampflok Saxonia; Konstrukteur Johann Andreas Schubert; Elektrolok BR 250 | 25   | 24. September         | 6.000.000  | Hans Detlefsen         | 2969    |
|              | - Elektrifizierung mittels Hubschrauber | 50   | 24. September         | 4.500.000  | Hans Detlefsen         | 2970    |
|              | - Hauptbahnhof Leipzig; Signale | 85   | 24. September         | 2.100.000  | Hans Detlefsen         | 2971    |
|              | Historische Brücken in Berlin - Gertraudenbrücke | 10   | 8. Oktober            | 24.000.000 | Peter Korn             | 2972 I  |
|              | Diese Marke wurde im Rastertiefdruck hergestellt: - Jungfernbrücke | 20   | 8. Oktober            | 8.000.000  | Peter Korn             | 2973 I  |
|              | Diese Marke wurde im Offsetdruck als Kleinbogen ausgegeben: - Jungfernbrücke | 20   | 8. Oktober            | 16.800.000 | Peter Korn             | 2973 II |
|              | - Weidendammer Brücke | 35   | 8. Oktober            | 4.500.000  | Peter Korn             | 2974 I  |
|              | - Schloßbrücke (Marx-Engels-Brücke) | 70   | 8. Oktober            | 2.100.000  | Peter Korn             | 2975    |
|              | Burgen (II) - Burg Hohnstein (Kreis Sebnitz) (14. Jh.) | 10   | 15. Oktober           | 16.000.000 | Snechana Russewa-Hoyer | 2976    |
|              | - Rochsburg (Kreis Rochlitz) (12. Jh.) | 20   | 15. Oktober           | 8.000.000  | Snechana Russewa-Hoyer | 2977    |
|              | - Burg Schwarzenberg (Kreis Schwarzenberg) (12. Jh.) | 35   | 15. Oktober           | 5.500.000  | Snechana Russewa-Hoyer | 2978    |
|              | - Burg Stein (Kreis Zwickau-Land) (12./13. Jh.) | 80   | 15. Oktober           | 2.100.000  | Snechana Russewa-Hoyer | 2979    |
|              | 175 Jahre Humboldt-Universität; 275 Jahre Charité - Mittelteil der Humboldt-Universität zu Berlin | 20   | 22. Oktober           | 8.000.000  | Karl-Heinz Bobbe       | 2980    |
|              | - Historisches Gebäude und Neubau der Charité | 85   | 22. Oktober           | 2.100.000  | Karl-Heinz Bobbe       | 2981    |
|              | 40 Jahre Vereinte Nationen (UNO) UNO-Emblem; Schloss Cecilienhof, Potsdam | 85   | 22. Oktober           | 3.600.000  | Hans Detlefsen         | 2982    |
|              | Zirkuskunst in der DDR (II) Diese und die folgenden drei Marken wurden als Zusammendruck in Viererblockanordnung ausgegeben: - Elefantendressur | 10   | 12. November          | 3.000.000  | Ralf-Jürgen Lehmann    | 2983    |
|              | - Luftakrobatik am Schwungtrapez | 20   | 12. November          | 3.000.000  | Ralf-Jürgen Lehmann    | 2984    |
|              | - Radäquilibristik | 35   | 12. November          | 3.000.000  | Ralf-Jürgen Lehmann    | 2985    |
|              | - Tigerdressur | 50   | 12. November          | 3.000.000  | Ralf-Jürgen Lehmann    | 2986    |
|              | Märchen (XV): Verschiedene Märchen der Gebrüder Grimm Diese und die folgenden fünf Marken wurden als Kleinbogen ausgegeben: - Wilhelm Grimm und Jacob Grimm, Germanisten, Märchenforscher | 5    | 26. November          | 2.100.000  | Werner Klemke          | 2987    |
|              | - Szene aus Das tapfere Schneiderlein | 10   | 26. November          | 2.100.000  | Werner Klemke          | 2988    |
|              | - Szene aus Hans im Glück | 20   | 26. November          | 2.100.000  | Werner Klemke          | 2989    |
|              | - Szene aus Der gestiefelte Kater | 25   | 26. November          | 2.100.000  | Werner Klemke          | 2990    |
|              | - Szene aus Die sieben Raben | 35   | 26. November          | 2.100.000  | Werner Klemke          | 2991    |
|              | - Szene aus Der süße Brei | 85   | 26. November          | 2.100.000  | Werner Klemke          | 2992    |

Es gibt keine Kleinbogen und Zusammendrucke